# Nüvifone A50
Nüvifone A50 ist ein Smartphone, das im Wesentlichen von den Firmen Garmin und Asus hergestellt wird. Das Garmin Nüvifone A50 ist allerdings nicht im freien Handel erhältlich: derzeit wird es in Deutschland exklusiv von O2 vertrieben.
Das Nüvifone ist eine gemeinsame Entwicklung der Firmen Garmin (Navigations-Software und Kartenmaterial), Asus (Hardware) und Google (Betriebssystem Android). Die Smartphones von Garmin-Asus gelten als die für Navigation am besten ausgestatteten mobilen Kommunikationsgeräte. Nachfolger sind das nüvifone M20 und das Asus A10.

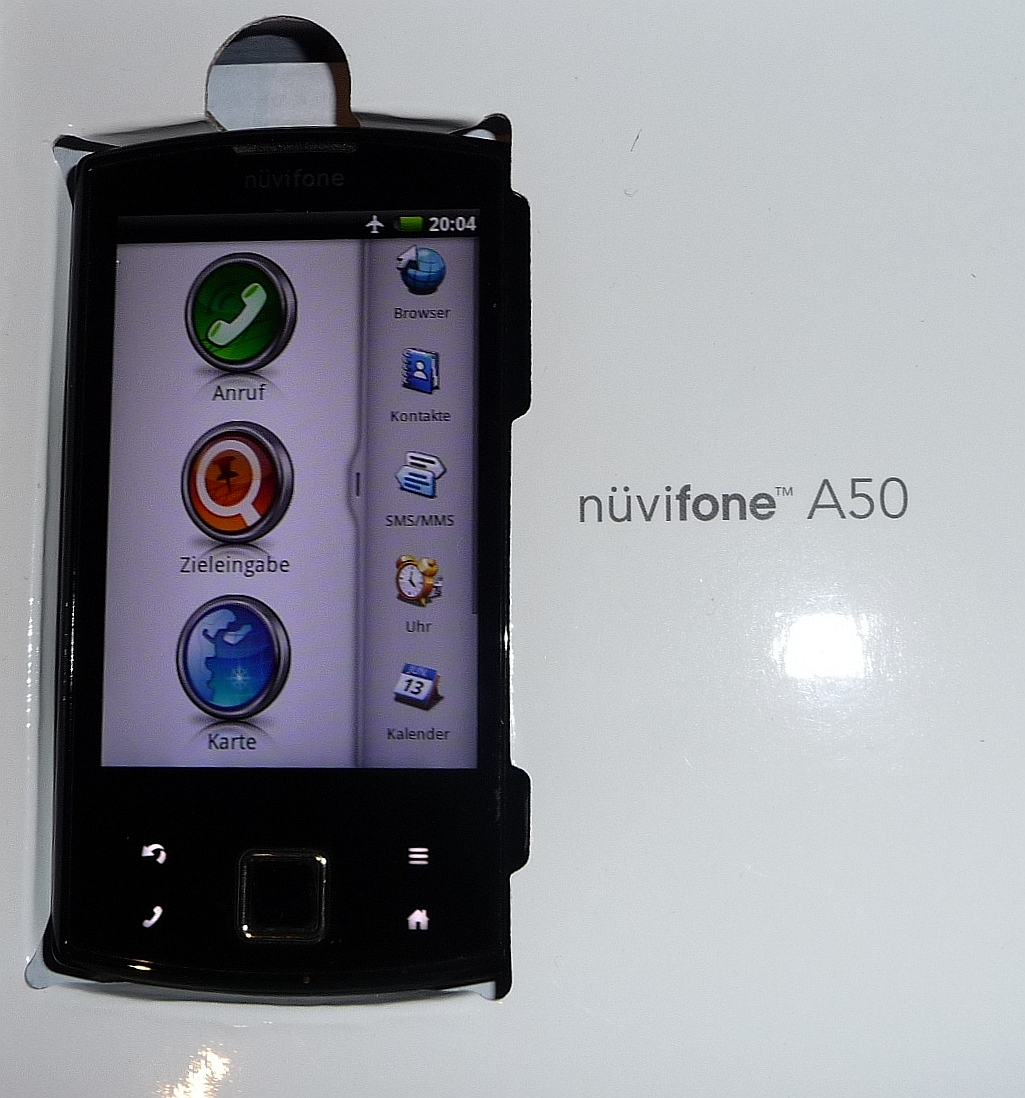
Nüvifone A50

## Funktionen

### Navigation
Das Nüvifone A50 nutzte im Lieferzustand Google-OS Android 1.6,  ein Update auf Android 2.1 Éclair ist seitens Garmin Asus verfügbar. Die herstellereigene Oberfläche Breeze sorgt für eine Verzahnung der Navigations-Anwendungen von Garmin mit den übrigen Handy-Funktionen. Das Gerät wird mit dem Garmin-Kartenmaterial für 45 Europäische Länder ausgeliefert. Die Navigationsleistungen des Gerätes werden auch in andere Bereich übertragen: Direkt zu Kontakten aus dem Adressbuch kann über die Navigations-Software gelotst werden. Standorte sowie geogetaggte Fotos und Videos können per SMS/MMS/E-Mail ausgetauscht werden.

### Telefonie
Das Gerät arbeitet in mehreren Netzen. Mittels des „Garmin Voice Studio“ können eigene Stimme-Aufnahmen für gesprochene Navigations-Anweisungen genutzt werden.

### Multimedia
Das nüvifone A50 bietet schnellen Datentransfer per WLAN und HSDPA und kann dank vorinstallierter Anwendungen auch direkt auf soziale Netzwerke wie Facebook oder Twitter zugreifen.

## Hardware
Gesteuert wird das A50 mittels kapazitivem Touchscreen mit 3,5-Zoll-Diagonale und einer zentralen Taste unter dem Display.
Das Europa-Kartenmaterial ist ab Werk im internen Speicher des Handys abgelegt, so dass noch knapp 1,2 GByte an Speicher verfügbar sind. Dazu kann eine microSD-Karte mit bis zu 32 GByte verwendet werden.